# Josaphatpark
Het Josaphatpark (Frans: Parc Josaphat) is gelegen in de Brusselse gemeente Schaarbeek. De oppervlakte ervan is 20 ha. Het park werd in 1904 ingericht door de landschapsarchitect Edmond Galoppin (1851-1919).

## Geschiedenis
De benaming van het park is afkomstig van een pelgrim die in 1574 terugkeert uit het Heilige land en opvallende gelijkenissen opmerkt tussen het Schaarbeekse dal en het Bijbelse Dal van Josaphat nabij Jeruzalem. Hij besliste om deze plaats Josaphat te dopen. Op een heuvel bij het dal met de bijnaam Heyligenbergh, liet hij een zuil oprichten als aandenken aan zijn reis en zijn ontdekking. Deze zuil werd gerestaureerd in 1660, maar werd in 1794 vernietigd door de sansculotten.
In de 19e eeuw was het dal een geliefde plek om te recreëren voor de Brusselse stadbewoners. Rond 1900 bestond het Josaphatdal uit privé-eigendommen. Het grootste eigendom behoorde toe aan de weduwe Martha, die er gronden, landerijen en een landhuis bezat. Zij zette een groot deel van de bomen te koop met de verplichting ze om te hakken, om zo het terrein te laten ontbossen en herverkavelen. Maar Koning Leopold II, gevoelig voor de schoonheid van het dal, kocht de bomen zonder ze om te hakken en schonk ze aan het gemeentebestuur van Schaarbeek. Hij stelde voor om op dit eigendom een openbaar park aan te leggen. 
In 1902 kocht de gemeente Schaarbeek de gronden van de weduwe via een onteigeningsprocedure. De inrichting van het park werd toevertrouwd aan landschapsarchitect Edmond Galoppin. Op 26 juni 1904 werd het park in het bijzijn van Leopold II ingewijd. Dankzij de aankoop van percelen die toebehoorden aan naburige landbouwers kon de oppervlakte van het park later nog uitgebreid worden tot ca. 20 ha.

## Ligging en indeling
Het park is gelegen in de vallei van de Josaphat (vroeger Roodenbeek genoemd), een zijrivier van de Maalbeek. Het Josaphatpark is in meerdere delen ingedeeld: een stadion (Crossingstadion), een minigolf, gemeentelijke serres, een boogschuttersveld, een Engelse landschapstuin en een snoer vijvers. Er hebben zich twee boogschuttersverenigingen in het park gevestigd: Sint Sebastiaan en Monplaisir. Het gedeelte van het park achter het stadion wordt Jeugdpark genoemd. In het park leven drie ezels en twee Ardense paarden, die ook ingezet worden bij het onderhoud van het park en voor animatie.

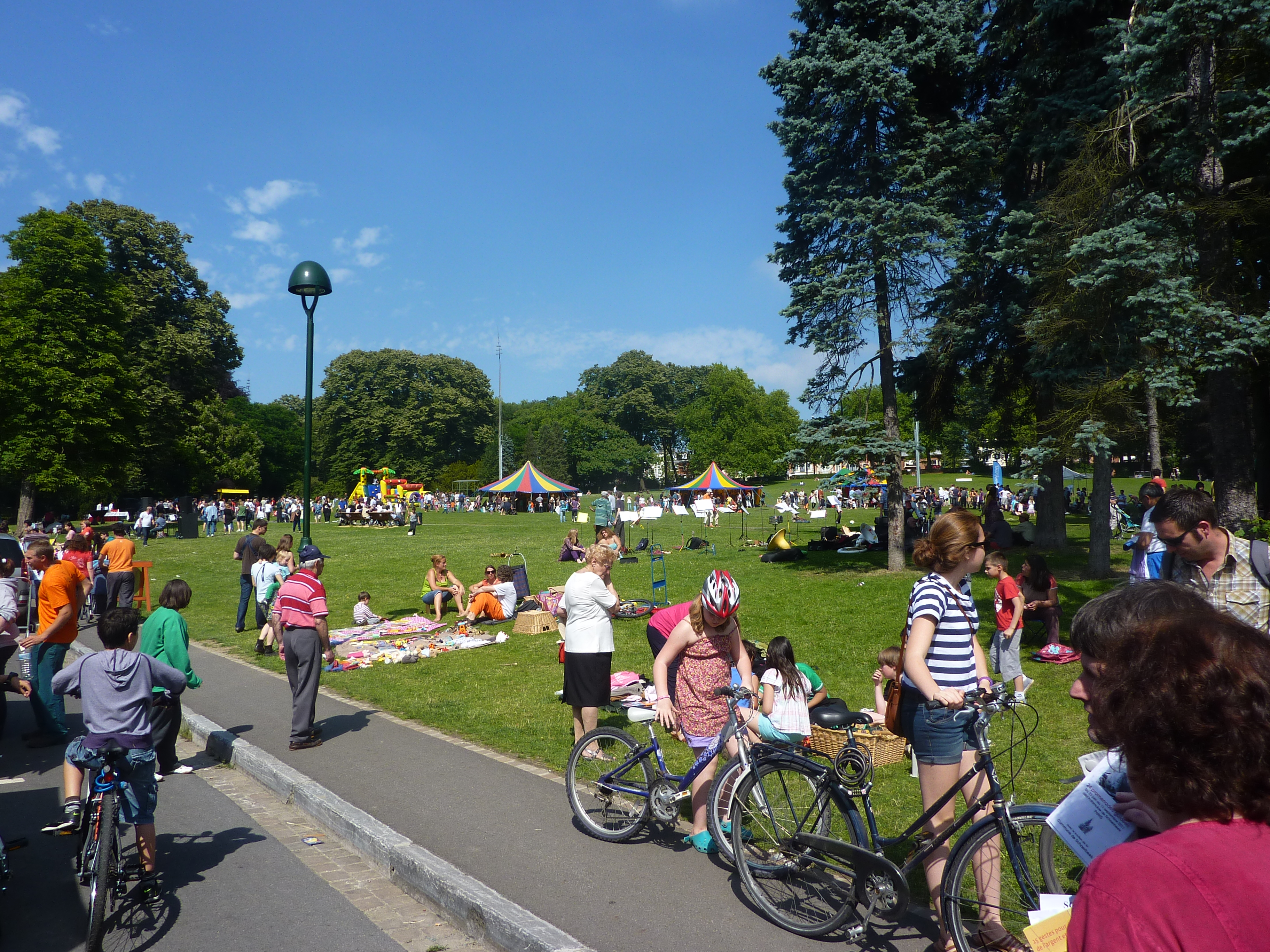
Het Kriekenfeest in 2011

## Evenementen
Ieder jaar wordt op de laatste zondag van juni het Kriekenfeest gehouden in het Josaphatpark, in 2017 voor het twintigste jaar.
Sinds 2016 wordt in de zomermaanden iedere dag ten minste één activiteit georganiseerd in het park onder de naam The Park to Be.      

## Beeldhouwwerken
Het Josaphatpark staat bekend om zijn talrijke beeldhouwwerken, namelijk:
- L'Élagueur / De Snoeier (Albert Desenfans)
- Assepoester (1893 - Edmond Lefever)
- Émile Verhaeren (Louis Mascré)
- Nestor de Tière (1924 - Frans Huygelen)
- Léon Frédéric (Jules Lagae)
- Hubert Krains (1935 - Paul Wissaers)
- Moederschap (Maurice de Korte)
- Philippe Baucq (Jacques Nisot)
- Albert Giraud (1939 - Victor Rousseau)
- Oswald Poreau (René Cliquet)
- Minneborre (Mon de Rijk)
- Borée (Joseph Van Hamme)
- Edmond Galoppin (Jean Lecroart)
- Eva en de slang (1913 - Albert Desenfans)
- Henri Weyts (G. de Leener)
- Georges Eekhoud (Joseph Witterwulghe)
- Cariatide (Eugène Canneel)
- Ernest Cambier (Nicolas Cito)
- Colonel R. Bremer
- Pogge

Selectie beeldhouwwerken
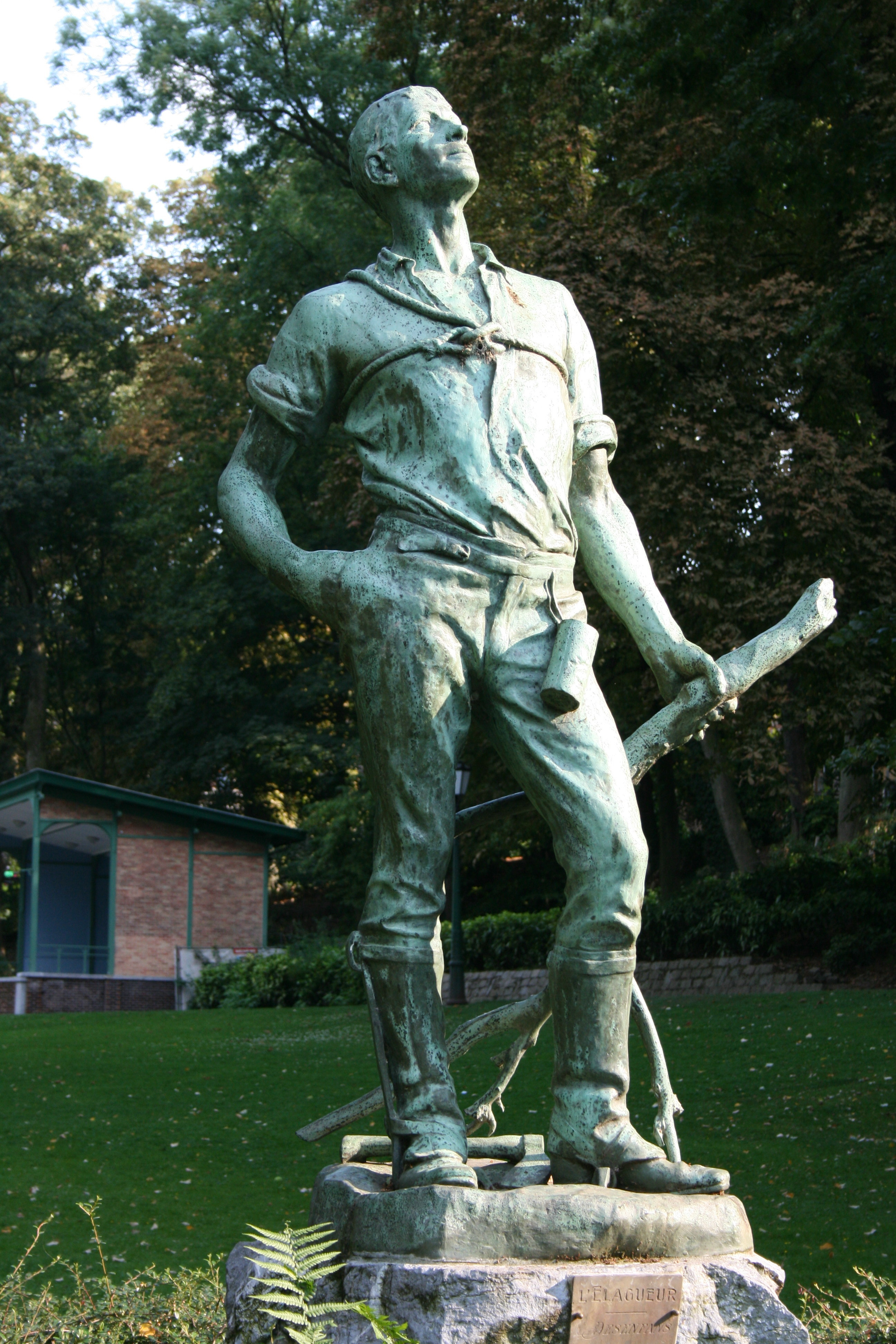
l' Élagueur (de Snoeier)
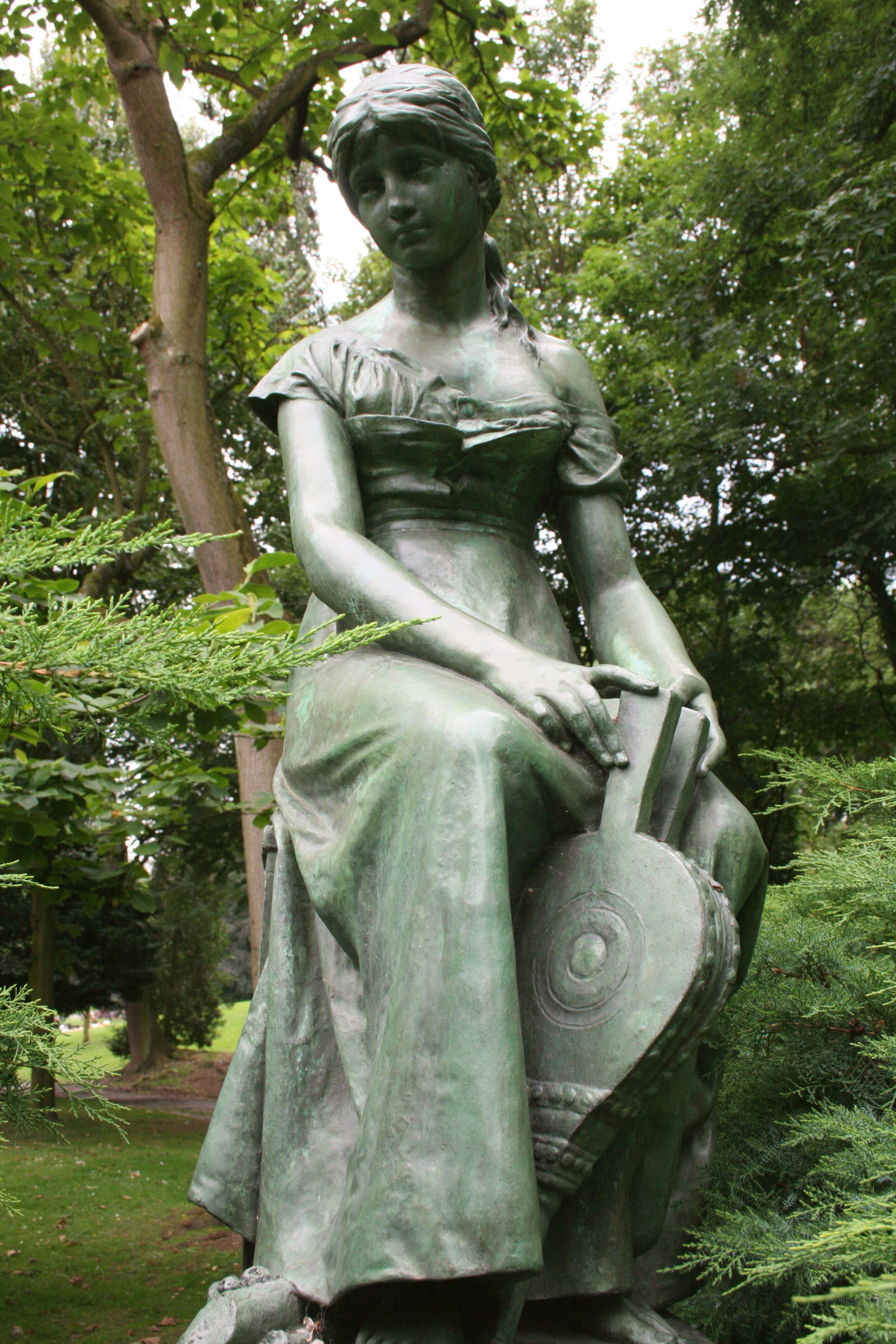
Assepoester
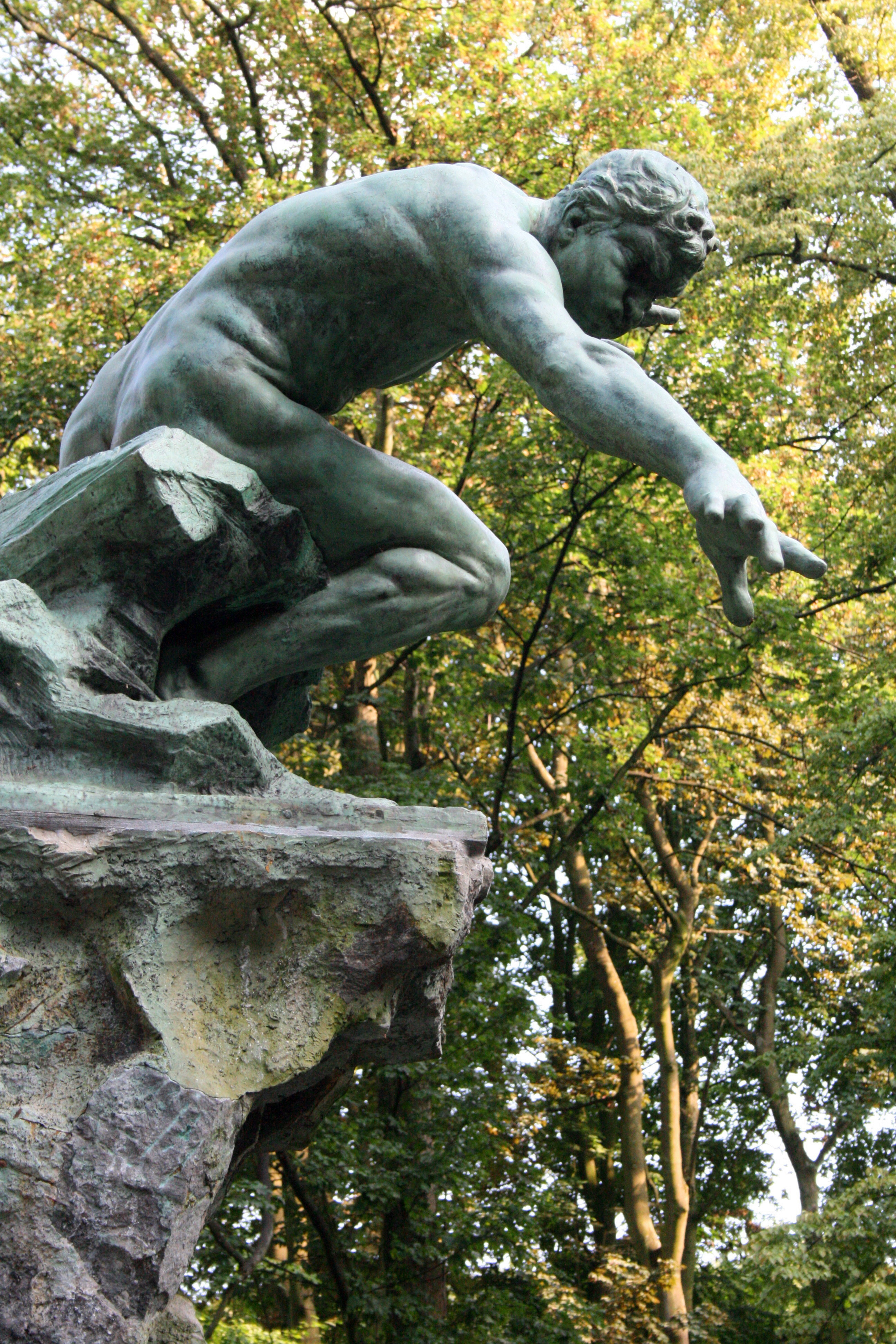
Borée
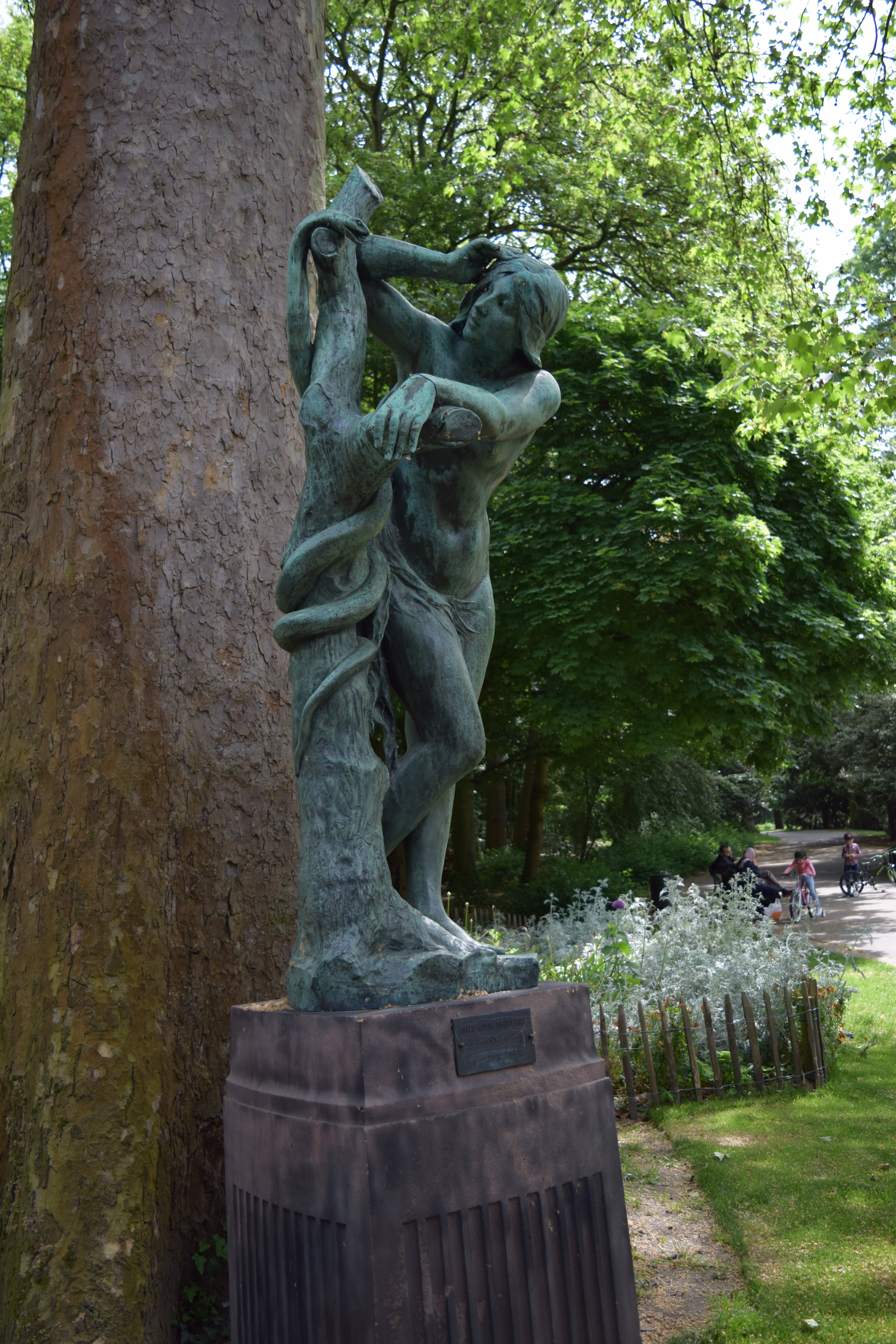
Eva en de slang
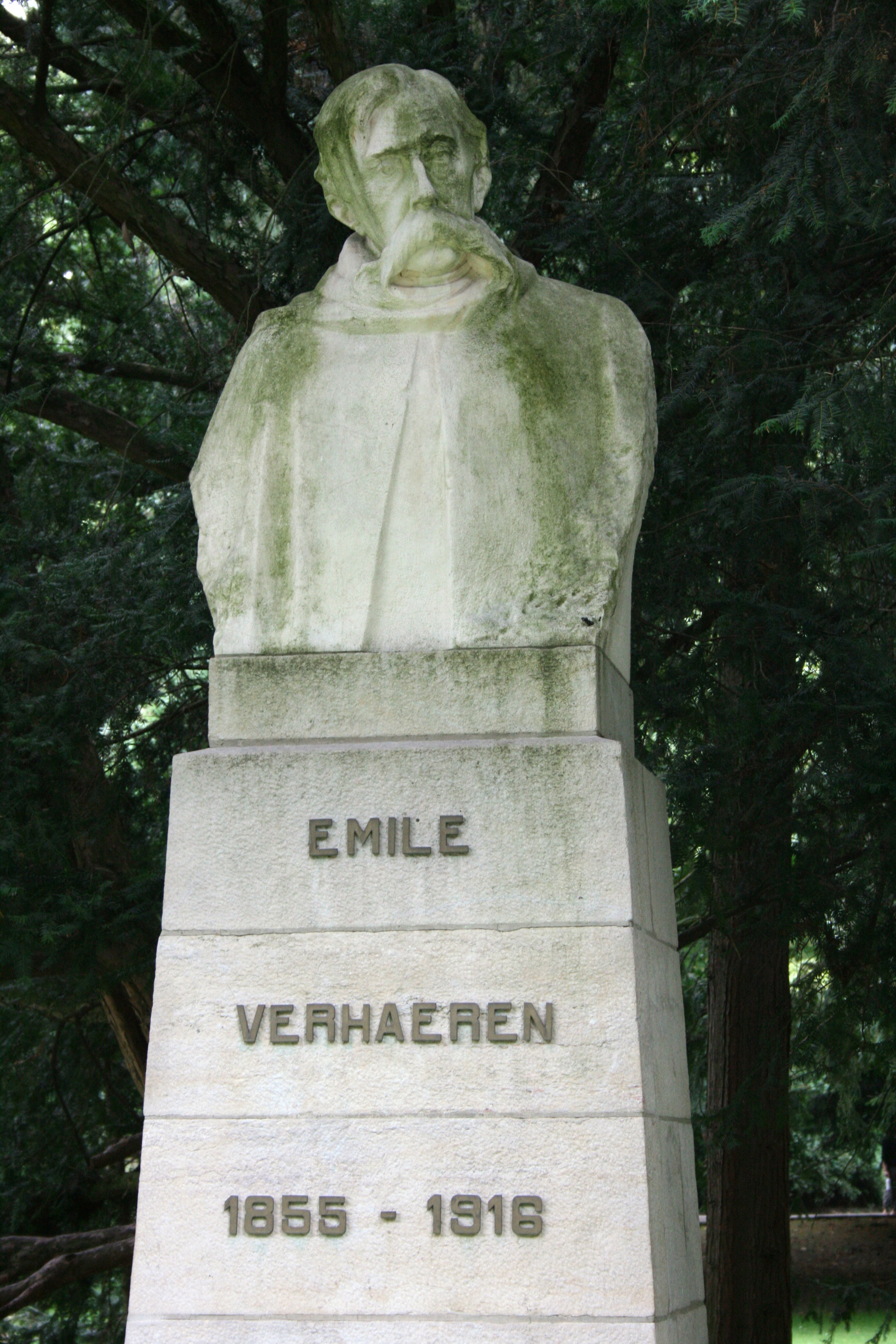
Borstbeeld Emile Verhaeren
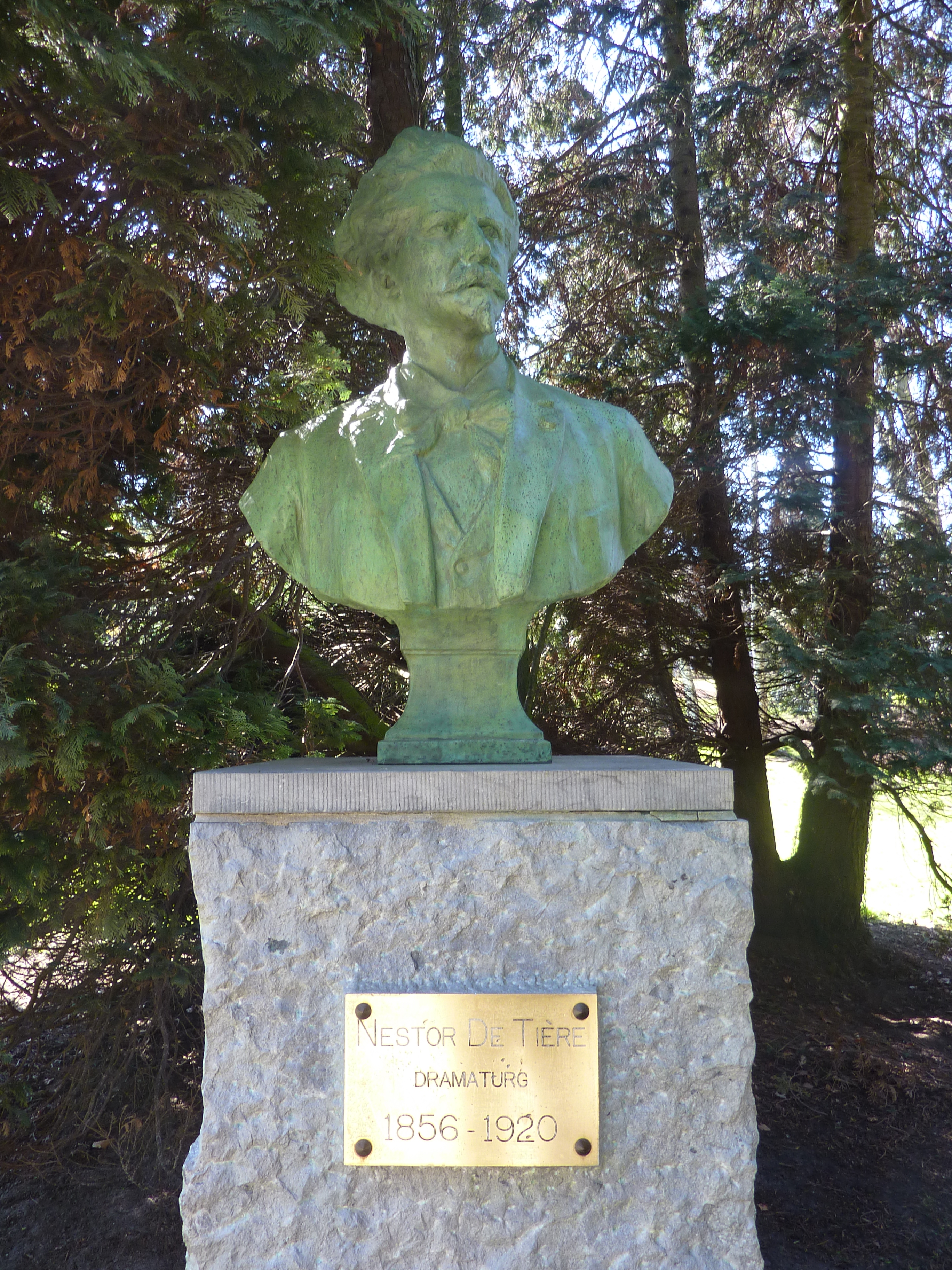
Borstbeeld Nestor de Tière
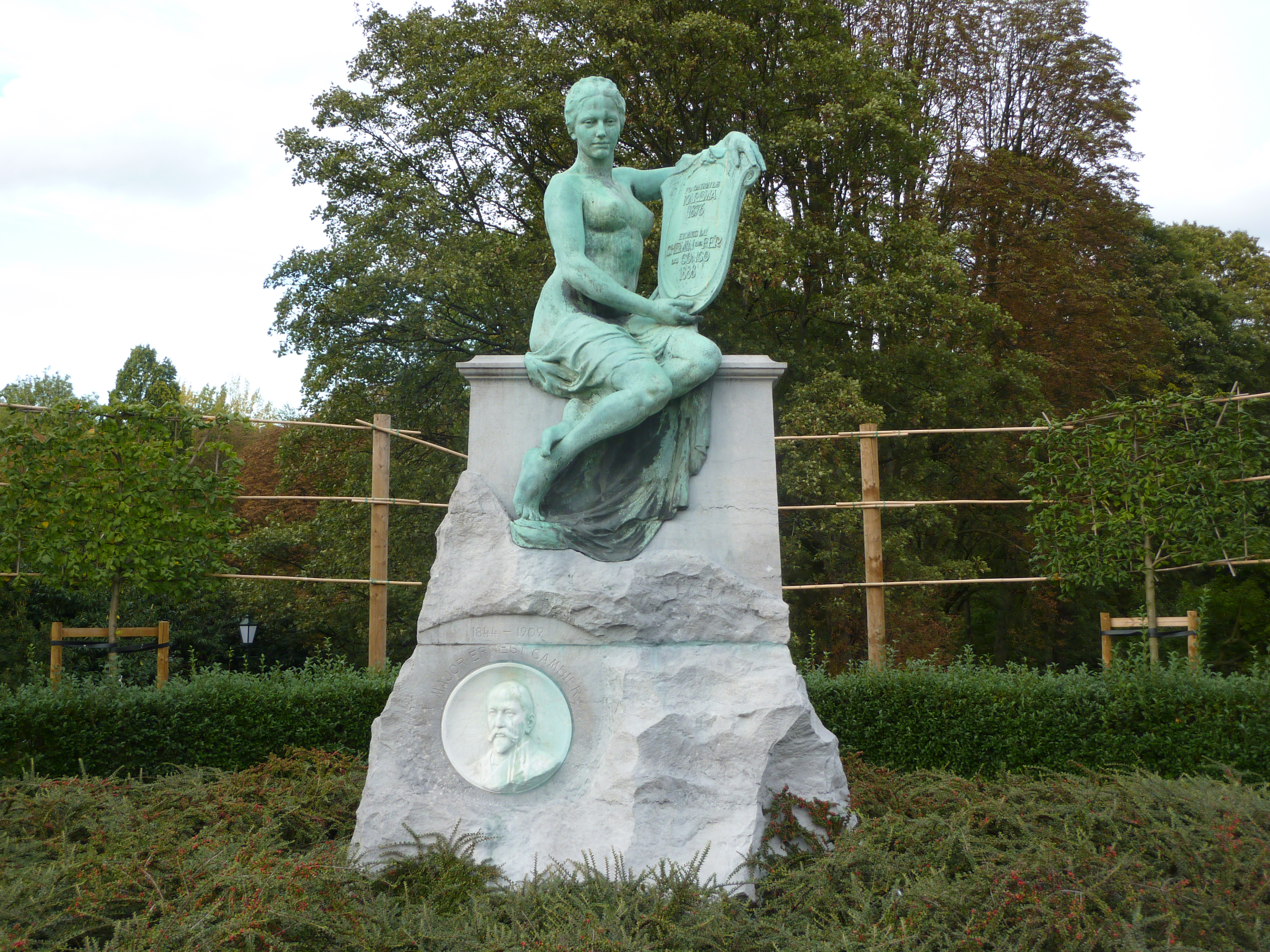
Ernest Cambier

## Minigolf

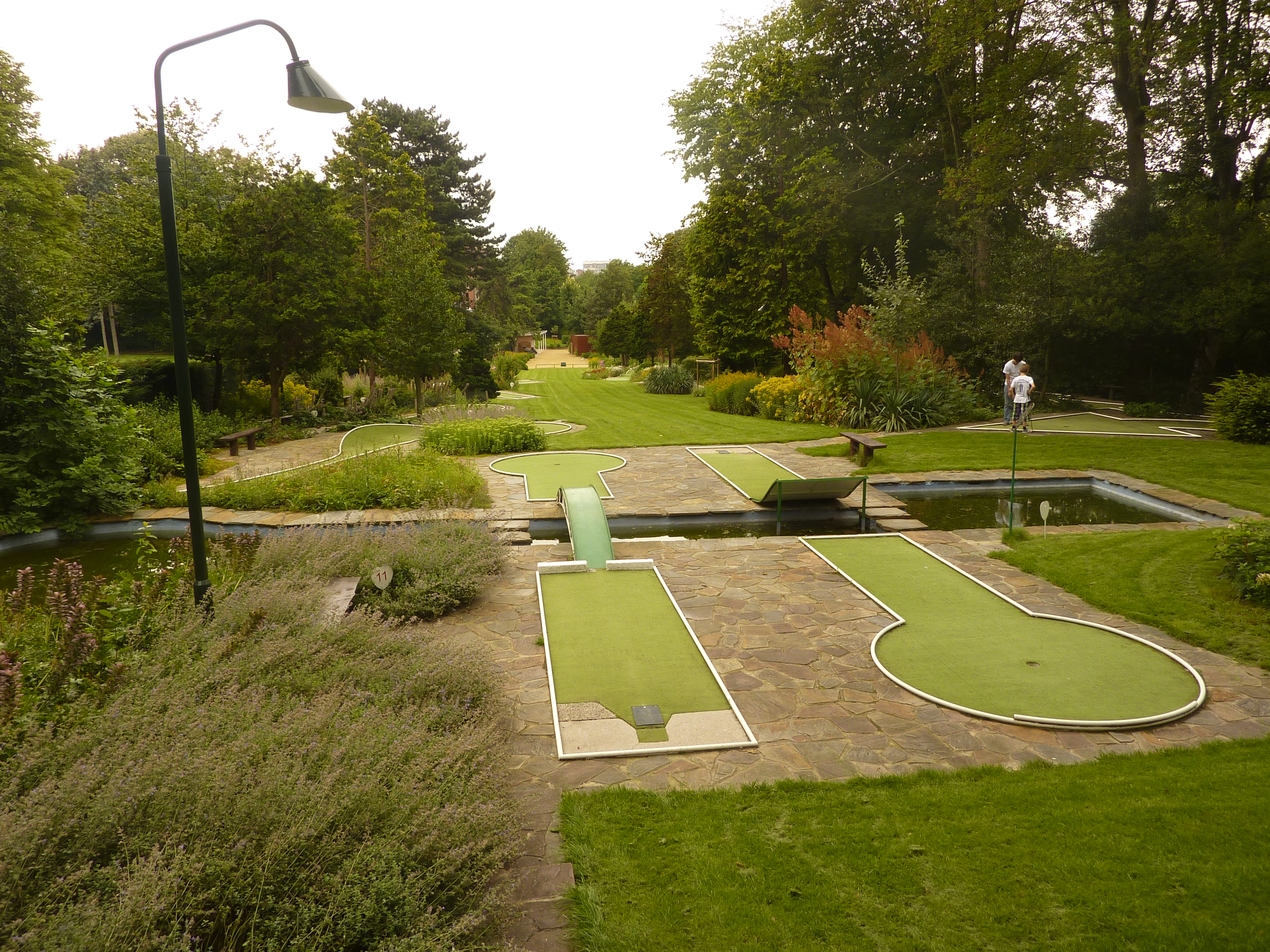
Minigolf van Schaarbeek

Aan de westkant van het park, tussen de spoorlijn en de Ambassadeur Van Vollenhovenlaan, ligt de minigolf van Schaarbeek. Deze is begin jaren 50 van de twintigste eeuw aangelegd. In 1952 stelde Robert Gérard voor om op het stuk grond langs de spoorlijn, waar zich dan enkele moestuinen bevonden, een minigolf aan te leggen. De gemeenteraad ondersteunde dit idee. Het minigolfterrein werd ontworpen door de tuinarchitect René Pechère. De minigolf is in gebruik sinds 1954 en heeft achttien holes. Het werd na de zomer van 2008 volledig gerenoveerd. Op het terrein bevinden zich vele planten, (naald)bomen en bloemenstruiken. 

## Crossingstadion
Zie Crossingstadion over dit in het park gelegen stadion. 

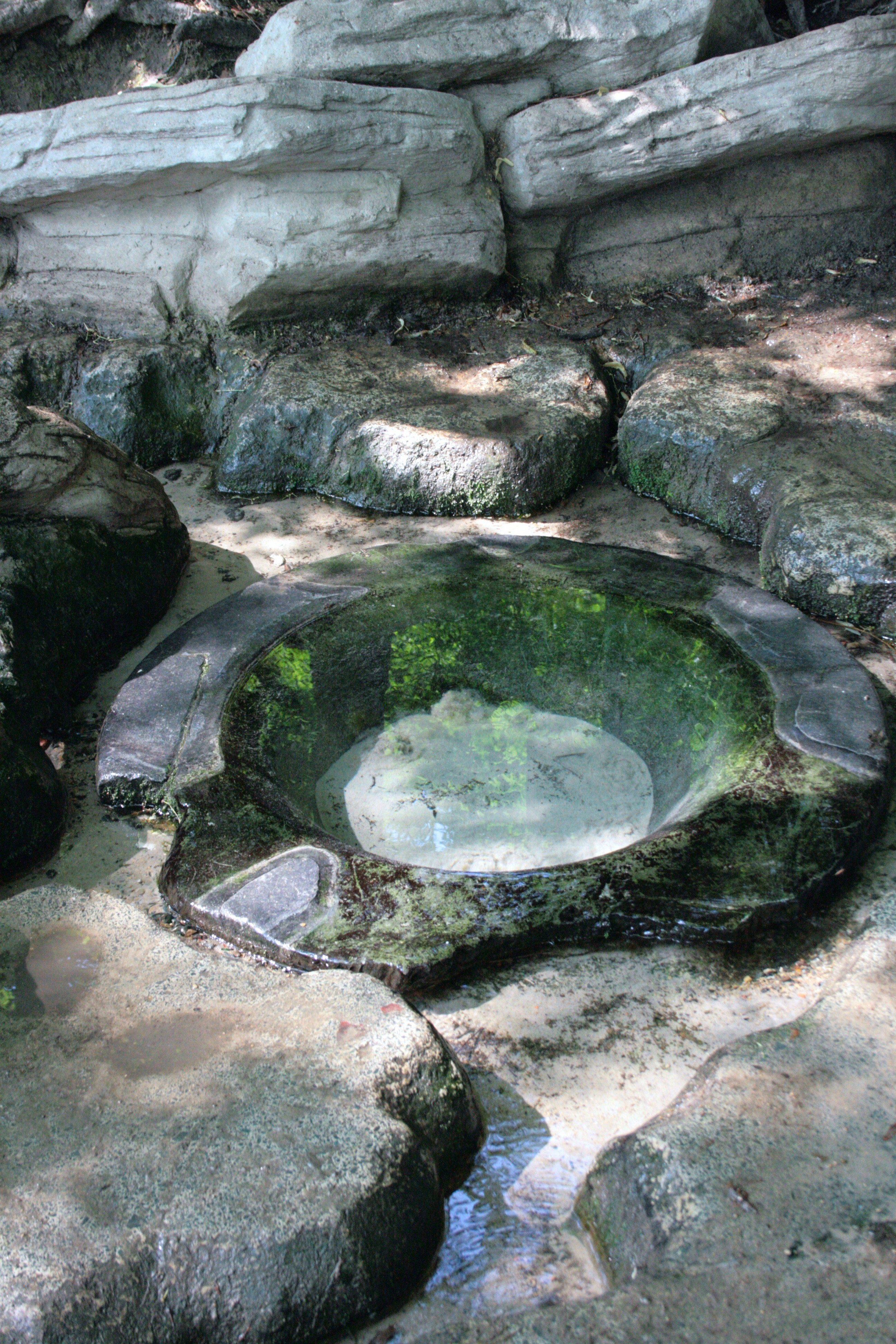
De Minnebron

## Legende van de Minnebron
De Minnebron, een bron in de Josaphatvallei, ontleent zijn naam aan een plaatselijke legende. Volgens het verhaal woonde een jonge edelvrouw genaamd Herlinde in een kasteel op een nabijgelegen heuvel. Op een avond ontmoette ze een ridder genaamd Theobald, op wie ze verliefd werd. In het geheim ontmoetten ze elkaar elke dag bij de bron, bekend als de Minnebron.
Toen Theobald werd opgeroepen voor de oorlog, beloofde hij terug te keren naar Herlinde. Ondanks haar hoop en nachtelijke bezoeken aan de bron, keerde Theobald nooit terug. Herlinde was er kapot van en verdronk zichzelf uiteindelijk in de bron.
Tegenwoordig gelooft men dat als twee geliefden samen uit de Minnebron drinken, ze voor het einde van het jaar worden verenigd.

## Bereikbaarheid
Het park is bereikbaar met de lijnen 64, 65 en 66 van de Brusselse stadsbus en met tramlijn 7 (haltes Chazal en Louis Bertrand).  